# Chrysozana croesus
Chrysozana croesus är en fjärilsart som beskrevs av George Francis Hampson 1900. Chrysozana croesus ingår i släktet Chrysozana och familjen björnspinnare. Inga underarter finns listade i Catalogue of Life.